# Фрустрација
Фрустрација или осујећеност /лат. frustrare - учинити узалудним; разочарати/ - је стање лишености, осујећености човека да задовољи неки, у довољној мери активан мотив који је било по субјективној, било по објективној оцени за једну личност веома важан.Сама чињеница да неке ствари недостају, или представљају препреку, неће довести до фрустрације, сем ако је особа мотивисана да те ствари прибави, или циљеве оствари.

## Извори фрустрације
Ометање, осујећење задовољавања важних мотива може да настане из различитих разлога и да потиче из различитих извора. Неки од њих потичу од недостатака или губитака у физичком и социјалном окружењу. Фрустрираност жедног човека у пустињи потиче од физичке препреке да задовољи потребу за водом, а фрустрираност човека који је изгубио посао, потиче од осиромашења социјалног окружења које одузимањем могућности човеку да ради, уједно одузима и самопоштовање и поштовање од стране околине. 	
Извор фрустрације може да буде и у самој особи, нпр. недостатак знања, вештине, талента, храбрости, да се жељени циљ постигне. Посебан извор фрустрираности је и појава умишљања да постоји несавладива препрека, иако она објективно не постоји. 
Исходиште фрустрације може бити и сукоб мотива, нпр. одлучити се за посао који особа не жели да ради, али за већу плату, или радити и даље жељени посао за малу плату. 
Сукоб два или више мотива, чије задовољење захтева акције у различитим правцима називамо конфликтом, а ситуацију у којој особа мора да одлучи који ће од два или више праваца следити, зовемо конфликтном ситуацијом. Управо конфликти су извори најјачих фрустрација.
Стање фрустрације је праћено напетошћу, разочарењем, бесом, осећањем немоћи, непријатељством.

## Степен тензије
Интензитет, трајање и реакција на фрустрацију (степен тензије) зависе од особина и значаја осујећеног мотива, од својстава препреке која спречава задовољење мотива и од особина саме особе: њених година, образовања, интелигенције, искуства, а пре свега од толеранције на фрустрације (подношење, толерисање фрустрације). 
Продужено трајање фрустрације доводи до константног повећања тензије, јер са протоком времена потреба за задовољењем мотива добија на интензитету. Поред тога, одлагање задовољења једног мотива, може довести до одлагања задовољења неких других мотива, као нпр. што човек фрустриран због немогућности напредовања на послу, није под стресом само због те немогућности, већ временом почиње да сматра да му је онемогућено квалитетно образовање његове деце.

## Реаговање на фрустрацију
Људи на различите начине реагују када не могу да задовоље своје мотиве. Током индивидуалног развоја, у процесима социјалног учења, појединац развија средства контроле и управљања својим реакцијама у ситуацијама фрустрације. Те реакције могу бити конструктивне. Њима се постиже промена психолошког стања под утицајем тензије, које доводи до олакшаног постизања циља. Конструктивне (реалистичке) реакције на фрустрацију су: појачан напор да се дође до циља (веће залагање, усавршавање и сл.), промена средстава којима се постиже циљ (избор успешнијег начина или средства), замена циљева (замена првобитног циља алтернативним, који такође задовољава мотив), или редефинисање ситуације на основу увиђања нових односа.

## Последице фрустрације
Уколико наведене стратегије не доведу до постизања циља, тензија и даље расте, па долази до све снажнијих негативних емоција које нарушавају самопоштовање и воде до стања анксиозности. 
У тој ситуацији можемо говорити о штетним, деструктивним реакцијама на фрустрацију. У одбрани самопоштовања особа прибегава, без свесне намере, представљању правог стања ствари на начин, којим се пред собом и другима прикрива неуспех. 
Дуготрајно стање фрустрираности има за последицу дезорганизовано понашање и најчешће, анксиозност тј. осећање неспокојства, несигурности, тескобе и неодређеног страха. На тај начин се угрожава човеково ментално здравље.
Фрустрација се углавном сматра и анализира као негативна појава, јер нарушава квалитет живота и услед дуготрајног деловања доводи до психопатолошких стања. Али битно је нагласити да фрустрација може имати и позитивно дејство. Рационално суочавање са препрекама и схватање неопходности одлагања тренутног задовољења потреба, води социјализацији личности. Повремене и умерене фрустрације развијају оне облике понашања који су неопходни за савлађивање објективних и субјективних тешкоћа. 